# Leptotarsus (Pehlkea) regina
Leptotarsus (Pehlkea) regina is een tweevleugelige uit de familie langpootmuggen (Tipulidae). De soort komt voor in het Neotropisch gebied.